# Хатина дядька Тома
«Хатина дядька Тома» (англ. Uncle Tom's Cabin; Life Among the Lowly) — роман американської письменниці Гаррієт Бічер-Стоу антирабовласницького спрямування, опублікований 1852 року. На думку історика Вілла Кауфмана роман «сприяв утвердженню підґрунтя громадянської війни».
Стоу була вчителькою й активною аболіціоністкою. Головним персонажем свого роману вона зробила дядька Тома, старого чорношкірого раба, відданого своїм білим господарям. Роман, написаний у дусі сентименталізму, зображує реалії життя рабів, водночас проводячи думку, що християнська любов здатна здолати навіть таке негативне явище, як рабство.
Роман став одним із бестселерів XIX століття, другою за кількістю продажів книгою після Біблії. Вважається, що він сприяв зростанню руху аболіціоністів у 50-x роках XIX століття. За перший рік після публікації було продано 300 тис. примірників тільки в США, понад мільйон у Великій Британії. Через три роки після публікації його вже називали «найпопулярнішим романом нашого часу»
. Існує легенда, що на початку громадянської війни в США Авраам Лінкольн зустрівся із Стоу і проголосив: «Ви і є ця сама маленька жінка, що почала цю велику війну?». Однак відомості про цю зустріч і слова Лінкольна з'явилися в пресі тільки в 1896 році й, можливо, були зумовлені бажанням тогочасних інтелектуалів підкреслити роль літератури в сприянні суспільним змінам.
Книга та поставлені за її мотивами п'єси допомогли утвердженню й популяризації стереотипів чорношкірого населення США: годувальниці-негритянки, чорношкірих дітей та дядька Тома як сумлінного багатостраждального слуги, вірного своєму господарю чи господині. З часом ставлення американців до таких стереотипів змінилося, вони стали сприйматися як образливі, що дещо затьмарило історичне значення книги як «важливого антирабовласницького знаряддя».

## Джерела

Гравюра Гаррієт Бічер-Стоу 1872 року, виконана на основі олійної картини Алонсо Чаппела

## Публікація
«Хатина дядька Тома» почала виходити частинами в аболіціоністському журналі «National Era» з 5 червня 1851 і продовжувалося протягом 40 випусків. Зважаючи на популярність роману, видавник Джон Джуїтт запропонував Стоу оформити його у вигляді окремої книги. Стоу сумнівалася, чи читатимуть роман у вигляді книги, але зрештою згодилася.
Переконаний у популярності книги Джуїтт прийняв незвичне на той час рішення додати 6 ілюстрацій на цілу сторінку, ескізи яких для першого видання виконав Гамматт Біллінгс. Книга побачила світ 20 березня 1852 року, і дуже швидко весь тираж розійшовся. Книгу кілька разів перевидавали, зокрема побачило світ делюкс-видання зі 117 ілюстраціями Біллінгса.
За перший рік після публікації розійшлося 300 тис. примірників книги, однак надалі попит «несподівано впав, книга не перевидавалася багато років». Попит почав знову зростати 1862 року, коли роман перевидали у «Ticknor and Fields».
Книгу переклали багатьма мовами. Деякі з ранніх видань містили вступ, написаний преподобним Джеймсом Шерманом, проповідником-конгреціоналістом, відомим своїми аболіціоністськими поглядами. «Хатина дядька Тома» добре продавалася і в Англії: перше лондонське видання розійшлося тиражем 200 тис. примірників. Упродовж кількох наступних років було продано понад півтора мільйона примірників книги, більшість з яких були піратськими (як і в США).

## Сюжет

### Еліза з сином утікає, Тома продають «униз річкою»

На ілюстрації Геммета Біллінгза Еліза повідомляє дядьку Тому, що його продано, а сама вона втікає, щоб урятувати свою дитину. (Перше видання: Бостон: John P. Jewett and Company, 1852).

Книга починається з того, що кентукському фермеру на ім'я Артур Шелбі загрожує втрата ферми через борги. Хоча він та його дружина Емілі Шелбі добре ставляться до рабів, Шелбі вирішує зібрати потрібні кошти, продавши работорговцю двох із них: дядька Тома, чоловіка середніх років із дружиною та дітьми, та Гаррі, сина покоївки Емілі Елізи. Емілі Шелбі ця ідея не до вподоби, оскільки вона обіцяла покоївці, що ні вона сама, ні її син ніколи не будуть продані. Син Емілі,Джордж Шелбі теж проти втрати Тома, бо бачить у ньому друга й ментора.
Еліза підслухала розмову містера й місіс Шелбі, в якій вони обговорювали продаж Тома й Гаррі. Вона вирішує утекти, щоб урятувати сина. У романі стверджується, що рішення Елізи зумовлене страхом утрати єдиної живої дитини (уже дві її дитини померли немовлятами). Тієї ж ночі Еліза покидає ферму, залишивши господині записку з поясненнями й вибаченнями.
Тома продають, і він опиняється на судні, що пливе вниз річкою Міссісіпі. На борту Том знайомиться із білою дівчиною Євою. Вони швидко стають друзями на основі глибокої християнської віри. Батько Єви, Августин Сент-Клер, купує Тома й забирає його в Новий Орлеан.

### Родину Елізи переслідують, Том живе у Сент-Клерів

Ілюстрація Гемметта Біллінгса до делюкс-видання 1853 року.

Втікаючи, Еліза зустрічається зі своїм чоловіком Джорджем Гаррісом, який утік раніше. Вони вирішують спробувати дістатися до Канади. Однак їх вистежує мисливець за рабами-втікачами Том Локер. Врешті Локер зі своїми людьми наздоганяють Елізу з родиною і Джордж вимушений скинути його зі скелі. Стривожена тим, що Локер може померти, Еліза переконує Джорджа принести мисливця до найближчого поселення квакерів.
У Новому Орлеані Сент-Клер дискутує питання про рабство зі своєю двоюрідною сестрою Офелією із Півночі, яка, засуджуючи рабство, має упередження щодо чорношкірих людей. З другого боку, попри те, що він рабовласник, Сент-Клер ставиться до чорношкірих без будь-якого упередження. Щоб доказати Офелії помилковість її поглядів, він купує молоду рабиню Топсі й просить Офелію виховати її.
Том жив у Сент-Клерів уже два роки, коли Єва серйозно занедужала. Перед смертю вона має видіння, в якому бачить небо, де її оточують близькі люди. Під впливом смерті Єви та її видіння інші персонажі вирішують змінити своє життя. Офелія обіцяє відкинути свої упередження щодо чорних, Топсі обіцяє буди чемною, а Сент-Клер дає клятву звільнити Тома.

### Тома продають Саймону Легрі
Сент-Клер не встиг виконати свою клятву. Він помер від ножового удару, якого зазнав на виході з таверни. Його дружина не стала виконувати волю чоловіка й продала Тома на аукціоні плантатору з поганою славою Саймону Легрі. Легрі, виходець із півночі, забирає Тома в луїзіанську глибинку, де Том знайомиться із іншими рабами, зокрема з Еммелін, купленою водночас із Томом.

Кессі, одина з рабинь Легрі, доглядає за ранами Тома. Ілюстрація Гемметта Біллінгса. Перше видання: Бостон: John P. Jewett and Company, 1852.

Легрі зненавидів Тома, коли той відмовився виконати наказ власника й відшмагати батогом іншу рабиню. Він жорстоко карає непокірного раба й вирішує зламати його віру в Бога. Незважаючи на жорстоке покарання, Том продовжує читати Біблію й робити все, щоб допомогти іншим рабам зносити страждання. На плантації Том знайомиться із рабинею Кессі. Їй довелося пережити втрату сина й доньки, проданих іншим рабовласникам. Не бажаючи знову бачити, як продають її дітей, вона вбила свою третю дитину.
Розповідь повертається до Тома Локера. Квакери вилікували його й він змінився духовно. Джордж, Еліза і Гаррі зуміли пробратися до Канади та отримати свободу. А в Луїзіані дядько Том на межі відчаю. Страждання на плантації ледь не підірвали його віру в Господа. Однак до нього приходять два видіння: Ісуса й Єви, які зміцнили його рішення залишатися вірним християнином навіть перед лицем смерті. Він підтримує план Кессі втекти. Врешті Кессі втікає, захопивши з собою Еммелін. Том відмовляється сказати власнику плантації, куди пішли Кессі та Еммелін і Легрі велить своїм наглядачам убити його. Помираючи, Том пробачає наглядачів, які, присоромлені шляхетністю людини, яку щойно вбили, каються. Перед самою смертю Тома на плантацію прибуває Джордж Шелбі з метою викупити раба, але вже надто пізно.

### Завершальний розділ
На судні, яким Кессі й Еммелін скористалися для втечі, вони зустрічають сестру Джорджа Гарріса й разом із нею добираються до Канади. Кессі довідується, що Еліза — її втрачена донька. Усією родиною вони їдуть до Франції, а звідти до Ліберії, країни в Африці, створеної колишніми американськими рабами. Джордж Шелбі повертається на ферму в Кентуккі й звільняє всіх своїх рабів. Він розповідає їм про жертву Тома й просить не забувати про справжнє значення християнської віри.

## Основні персонажі

### Дядько Том

Саймон Легрі карає дядька Тома

Спочатку дядько Том вважався благородним багатостраждальним рабом-християнином. В останні роки ставлення до цього персонажа в США  змінилося. Дядьками Томами називають чорношкірих, які запродалися білим. Сама Стоу бачила Тома «шляхетним героєм», людиною, гідною похвали. Упродовж усієї розповіді Том, не дозволяючи себе використовувати, твердо стоїть на захисті своїх переконань, і навіть його вороги змушені, хоча й неохоче, захоплюватися ним.

### Еліза
Еліза — покоївка місіс Шелбі, яка зважується втекти разом з п'ятирічним сином Гаррі на північ. Її чоловік Джордж зумів розшукати Елізу й Гаррі в Огайо й емігрувати з ними спочатку до Канади, потім до Франції й, врешті, до Ліберії.
Стоу створила цього персонажа на основі історії, яку аболіціоніст Джон Ренкін розповів її чоловікові в Цинциннаті. Ренкін згадував, що у лютому 1838 року молода рабиня перебралася з дитиною на руках через замерзлу річку Огайо до міста Ріплі й зупинилася в його домі, перш ніж піти далі на північ.

### Єва

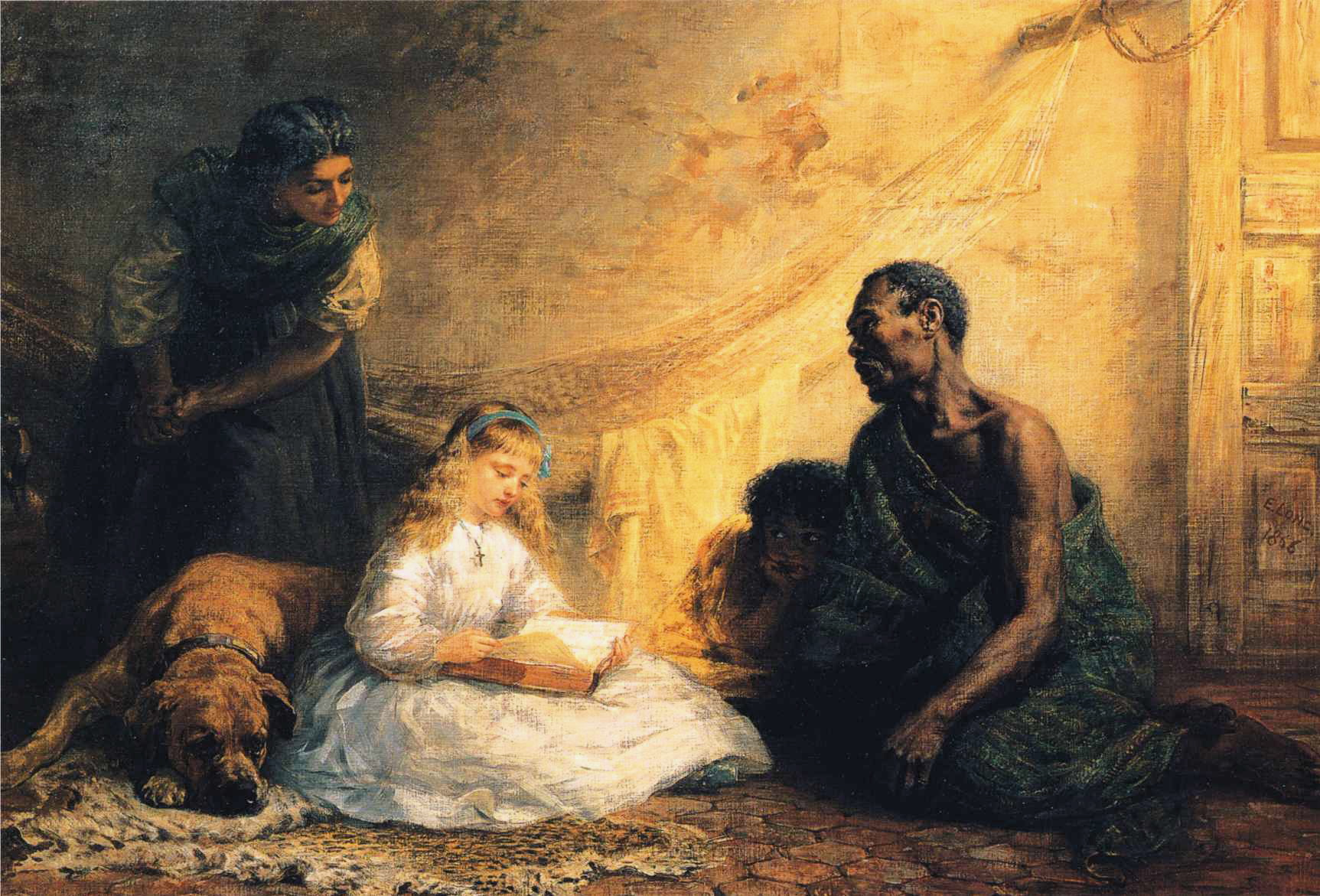
Маленька Єва та дядько Том. Ілюстрація Едвіна Лонгсдена Лонга

Єванджеліна Сент-Клер — донька Августина Сент-Клера. Читач уперше знайомиться з нею, коли дядько Том пливе на пароплаві до Нового Орлеана, де його повинні продати. Єві тоді було 5 або 6 років, вона ледь не втопилася, але дядько Том витягнув її з води. На прохання доньки містер Сент-Клер купує Тома й робить його головним кучером у своєму помісті. Том та Єва проводять багато часу разом. Єва — маленьке янголятко, вона багато розмірковує про любов та прощення, переконує навіть скривджену дівчинку рабиню Топсі, що вона заслуговує на любов. Їй пощастило достукатися навіть до серця тітки Офелії.
Пізніше Єва смертельно занедужала. Перед смертю вона подарувала пасмо свого волосся кожному рабу, заповідаючи їм вести християнське життя, щоб вони могли знову зустрітися на небі. На смертному одрі вона благає батька звільнити Тома, але через збіг обставин цього не трапилося.
Схожий персонаж на ймення маленька Єва фігурує в романі Філіпа Дж. Козанса «Маленька Єва: квітка півдня», хоча цей роман, написаний у відповідь на «Хатину дядька Тома», належав до літератури цілком протилежного звучання, захищаючи інститут рабства.

### Саймон Легрі

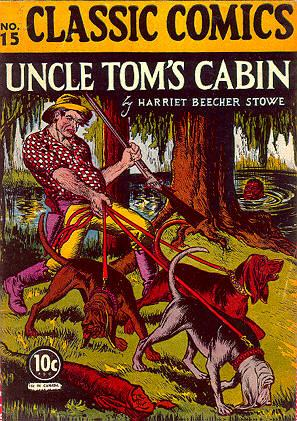
Саймон Легрі на обкладинці коміксу за мотивами «Хатини дядька Тома» (Classic Comics No. 15, листопад 1943 року).

Саймон Легрі — жорстокий рабовласник, за походженням із півночі, ім'я якого стало синонімом жадоби. Він основний негативний персонаж роману. Прагне деморалізувати Тома й зламати в ньому християнську віру. Врешті, розлючений незламною вірою раба в бога, він велить зашмагати Тома до смерті. У романі розповідає, що ще молодим він покинув хвору матір і вирушив в море, а на її листи з проханням повернутися до неї, щоб вона могла його ще раз побачити перед смертю, не відповідав. Він сексуально експлуатує Кассі,попри її зневагу до нього і має ті ж наміри щодо Еммелін.
Не відомо, чи образ Легрі мав прототипа серед реальних людині. Після 1870 року була поширена думка, що Стоу використала як прообраз Легрі особу багатого бавовняного й цукрового плантатора Мередіт Калгун, плантація якого була розташована на річці Південна Ред-Рівер на північ від міста Александрія. Однак Калгун був «високо освіченою і вихованою людиною», що не асоціюється з неохайністю й жорстокістю Легрі. Калгун навіть видавав власну газету. Однак наглядачі на плантаціях Калгуна могли відповідати зображеним у романі характеристикам Легрі, використовувати ті ж методи й мати ті ж прагнення.

## Інші персонажі
Серед інших персонажів роману слід згадати:
- Артур Шелбі – хазяїн Тома в Кентуккі, «добрий» рабовласник, типовий для американської літератури образ південного джентльмена.
- Емілі Шелбі – дружина Артура Шелбі, набожна жінка, яка намагається бути доброю і бути прикладом для рабів. Для неї рішення чоловіка продати рабів — важкий удар. Як жінка вона не має права завадити йому, оскільки за законом уся власність належить чоловікові.
- Джордж Шелбі — син Артура й Емілі, для якого Том є другом і взірцевим християнином.
- Августін Сент-Клер — другий власник Тома, батько Єви. Це складний персонаж, часто саркастичний, у нього завжди знайдеться влучне слово. Довго впадаючи за своєю майбутньою дружиною, після років спільного життя він став зневажати її, але ввічливо намагається це приховати. Сент-Клер розуміє, що рабство — зло, але не бажає відмовитися від достатку, яке воно йому приносить. Після смерті доньки його релігійні почуття стають щирішими, він починає читати Тому Біблію. Наприкінці він зважується на рішучу дію проти рабства, вирішивши звільнити своїх рабів, але передчасна смерть завадила цьому плану
- Топсі — вередлива й непокірна дівчинка-рабиня. Коли її запитали, звідки вона взялася, вона відповіла: «Думаю, виросла (американське діалектичне growed замість grew). Не думаю, що хто-небудь мене створив», демонструючи повне незнання таких понять, як бог або матір. Під впливом Євиної любові вона змінюється. Фраза «growed like Topsy» (віросла як Топсі) утвердилася в англійській мові зі значенням вирости як бур'ян, а пізніше — дуже вирости[28].
- Міс Офелія — набожна кузина Августина Сент-Клера із Вермонту, працьовита, з аболіціоністськими переконаннями. Однак вона ставиться до темношкірих людей із упередженням, характерним для тогочасних північан. Вона виступає проти інституту рабства, але, принаймні спочатку, сахається рабів як людей.
- Квімбо та Самбо — раби Саймона Легрі, які виконують функції наглядачів на плантації. За наказом Легрі вони зашмагали Тома до смерті, але після того, як Том вибачив їх перед смертю, щиро каються.

## Основні теми
Основна тема роману — зло й аморальність рабства. Стоу вплітає в канву твору й інші теми, наприклад материнську відповідальність та перевиховну силу християнства, але вони тільки допомагають у розкритті теми жаху рабства. Іноді вона вкладає осуд руйнівної природи рабства в уста епізодичних персонажів, на кшталт того, коли біла жінка на пароплаві говорить: «Найжахливіше в рабстві те, як на мене, що воно глумиться над почуттями й прив'язаностями людини, наприклад, коли розлучаються сім'ї». Саме цю рису цього «дивного інституту» Стоу виставила на передній план.

Джордж Гарріс, Еліза, Гаррі та місіс Сміт після втечі на свободу. Ілюстрація Геммета Біллінгса «Утікачі в безпеці вільної землі». Перше видання.

Оскільки Стоу бачила в материнстві «етичну й структурну модель для всього американського життя» й вірила, що тільки жінка має моральний силу врятувати Сполучені Штати від демона рабства, іншою головною темою «Хатини дядька Тома» є моральна сила й святість жінки. Образи Елізи, яка втекла з рабства разом із сином і зуміла об'єднати родину, та Єви, як «ідеальної християнки», Стоу використовує, щоб показати, як жінка на її погляд може врятувати своїх ближніх навіть від найжостокішої несправедливості. Хоча пізніше критики зауважували, що жіночі образи Стоу не реалістичні, що вони є тільки кліше жінки-домогосподарки, роман Стоу «ще раз стверджує важливість жіночого впливу» і прокладає шлях до боротьби жінок за свої права в наступні десятиліття.
Пуританські релігійні переконання Стоу звучать в ще одній темі — дослідженні природи християнства. Стоу намагається показати, що християнська теологія принципово несумісна з рабством. Ця тема звучить найбільш очевидно тоді, коли Том закликає Сент-Клера після смерті доньки «шукати Ісуса». Коли помирає сам Том, Джордж Шелбі промовляє «Ось що значить бути християнином». Оскільки тема християнства настільки важлива для роману, й тому, що Стоу часто прямо від імені автора розмірковує над проблемами віри й релігії, «Хатина дядька Тома» «набуває звучання проповіді».

## Стиль

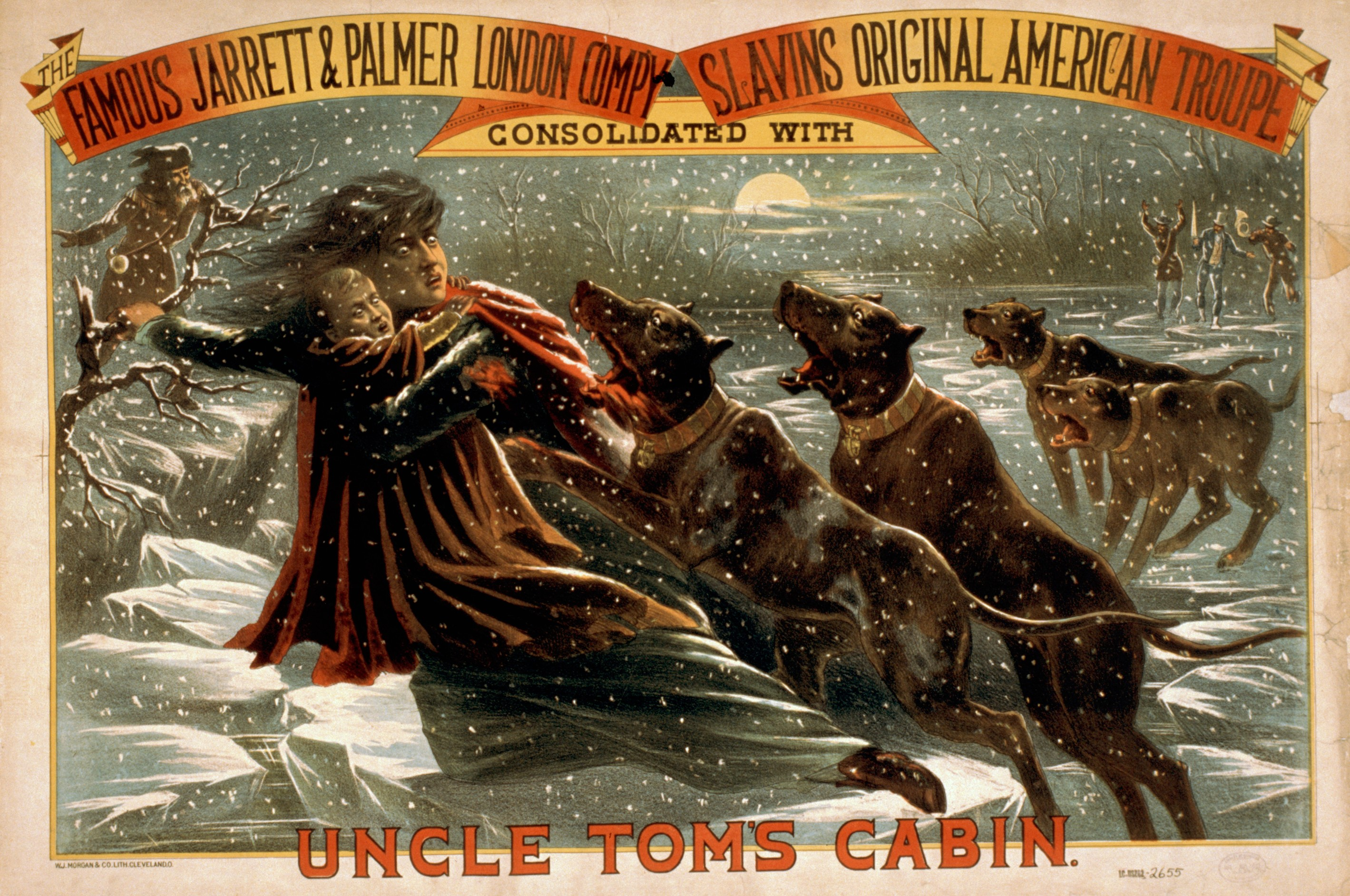
Еліза переходить вкриту кригою річку. Театральна афіша 1881 року

«Хатина дядька Тома» написана в сентиментальному й мелодраматичному стилі, характерному для романів 19 століття та для жіночої літератури. В часи Стоу ці романи користувалися великою популярністю. Зазвичай головними героями в них були жінки, а написані вони були так, щоб викликати у читача симпатію та почуття. Хоча роман Стоу відрізняється від більшості сентиментальних романів тим, що висвітлює ширшу тему рабства, й тим, що головним героєм у ньому є чоловік, все ж вона опирається на сильні почуття читача. Сучасні роману читачі реагували відповідно. Джорджіана Мей, приятелька Стоу, у листі до автора зауважує: «Минулої ночі я зачиталася до першої години, аж доки не закінчила „Хатину дядька Тома“. Не могла відірватися так, наче від дитини на смертному ложі.». Інша читачка настільки перейнялася романом, що планувала змінити ім'я своєї доньки на Єва. Вочевидь Євина смерть настільки вплинула на читачів, що в 1852 тільки в Бостоні 300 новонароджених дівчаток отримали її ім'я.
Попри схвалення читачів літературні критики впродовж кількох десятиліть зверхньо дивилися на стиль «Хатини дядька Тома» й інших сентиментальних романів, оскільки ці книги були написані жінками й опиралися на «плаксиві жіночі емоції». Один критик сказав, що якби роман не був про рабство, то «він був би ще одним з низки сентиментальних романів», а інший описав роман «перш за все вторинним шматком халтури». В «Історії літератури США» Джордж Ф. Вічер назвав «Хатину дядька Тома» «літературою в стилі недільних шкіл», «повною масштабної мелодрами, гумору й пафосу».
1985 року Джейн Томпкінс у книзі «Сентиментальний дезайн: Культурна робота американської літератури» глянула на «Хатину дядька Тома» по іншому. Вона похвалила стиль, який багато інших критиків відкидали, зауваживши, що сентиментальні романи показали як жіночі почуття мають силу перетворити світ на краще місце. На її думку популярні домашні романи 19 століття, включно з «Хатиною дядька Тома», відзначаються складністю, амбіціями й винахідливістю, а «Хатина дядька Тома» критикує американське суспільство набагато гостріше, ніж відомі його критики на кшталт Натаніеля Готорна чи Германа Мелвілла.
Така точка зору залишається спірною. 2001 року юрист Річард Познер охарактеризував «Хатину дядька Тома» як одну з тих канонічних робіт, які випливають на поверхню, коли літературі силоміць нав'язуються політичні критерії.

## Значення та критика
Небагато романів в історії літератури можуть зрівнятися за значенням із «Хатиною дядька Тома». Прихильники рабства зустріли його бурею протестів. У відповідь було написано низку книг, що трактували питання рабства по іншому. Аболіціоністи зустріли книгу із захопленням. Роман мав велике значення для становлення літератури протесту в наступні десятиліття.

### Реакція сучасників у США та світі
«Хатина дядька Тома» обурила Південь Сполучених Штатів. Прихильники рабства шалено критикували книгу. Відомий романіст Вільям Гілмор Сіммс оголосив роман абсолютно брехливим, інші називали його злочинним і наклепницьким. Власник книжкового магазину в місті Мобіл, Алабама, змушений був покинути місто, тому що продавав роман Стоу. Письменниця отримувала листи із загрозами, в одному з них їй прислали відрізане вухо раба. Чимало південних письменників, зокрема Сіммс, незабаром написали книги у відповідь.
Стоу закидали необізнаність із життям на плантаціях, що призвело до помилок. Вона одного разу була на плантації, але за її власними словами, при написанні книги вона опиралася на розповіді рабів-утікачів, які чула в Цинциннаті. Вона на власні очі бачила випадки, який і спонукав її написати свій знаменитий роман. Серед них продаж чоловіка та жінки у різні руки. Вона також читала журнальні нариси та інтерв'ю і на цьому матеріалі розбудовувала свій сюжет.
У відповідь на цю критику Стоу опублікувала 1853 року  «Ключ до хатини дядька Тома», де намагалася підтвердити свій опис рабства документально. Для кожного з головних персонажів «Хатини дядька Тома», вона наводить «приклади з реального життя», роблячи ще «агресивнішу атаку на рабство на Півдні, ніж у самому романі». «Ключ до хатини дядька Тома» теж став бестселером. Хоча Стоу стверджувала, що «Ключ» наводить джерела, які вона використала при написанні роману, чимало з цих книг вона прочитала вже після його опублікування. Значну частину «Ключа» займає критика юридичної системи, що підтримувала рабство й давала рабовласникам право знущатися над рабами. Цим Стоу виставила на суд не тільки рабство, вона виставила на суд закон. Ця тема, тема тіні закону, що витає над інститутом рабства й дозволяє рабовласникам безкарно кривдити людей, звучить уже в самому романі. Стоу зазначає, що в окремих випадках закон навіть забороняв власникам відпускати своїх рабів на волю.
Попри критику роман сильно вплинув на американців і сприяв посиленню аболіціоністського руху. Юніоністський генерал і політик Джеймс Берд Вівер говорив, що саме цей роман спонукав його до активної участі в русі за звільнення рабів.
«Хатина дядька Тома» мала також великий успіх у Сполученому Королівстві. Перше лондонське видання побачило світ у травні  1852 й розійшлося тиражем 200 тис. примірників. Частково цей успіх був зумовлений антипатією британців до США. Як пояснював відомий британський письменник: «Злорадство, яке "Хатина дядька Тома" розбудила в Англії було зумовлене не ненавистю [до рабства], не бажанням помститися за нього, а національною заздрістю й марнослав'ям. Американський обман нас давно дратував - ми втомилися чути, як Америка вихваляється тим, що вона найвільніша й найпросвіченіша країна, яку світ коли-небудь знав. Наш клір ненавидить їхню волюнтаристську систему — наші торі ненавидять її демократів — наші віги ненавидять її парвеню — наші радикали ненавидять її самопроголошену правоту, наглість та амбіційність. Усі партії прославляють місіс Стоу як бунтівника в лавах ворога». Чарлз Френсіс Адамс, посланець США до Британії під час війни, пізніше зазначав, що «"Хатина дядька Тома" або "Життя серед скривджених", опублікована 1852 року, мала в світі, значною мірою через сприятливі обставини, набагато швидший, значніший й драматичніший вплив, ніж будь-яка рашіне надрукована книга».
До 1857 роман було перекладено 20 мовами, словенською було зроблено два різних переклади вже через рік після появи оригіналу. Згодом роман переклали майже кожною мовою світу, зокрема китайський переклад побачив світ 1901 року, а переклад амхарською мовою 1930 року. Популярність книги була такою, що Зигмунд Фрейд повідомляв про випадки садомазохістских схильностей, поштовх яким дали сцени шмагання рабів у «Хатині дядька Тома».

### Літературне значення й критика
«Хатина дядька Тома» була першою книгою політичного звучання, що здобула масову популярність у Сполучених Штатах, а тому вплинула на розвиток не тільки американської літератури, а й літератури протесту загалом. Впливу «Хатини дядька Тома» завдячують, зокрема «Джунглі» Аптона Сінклера й «Мовчазна весна» Рейчел Карсон.

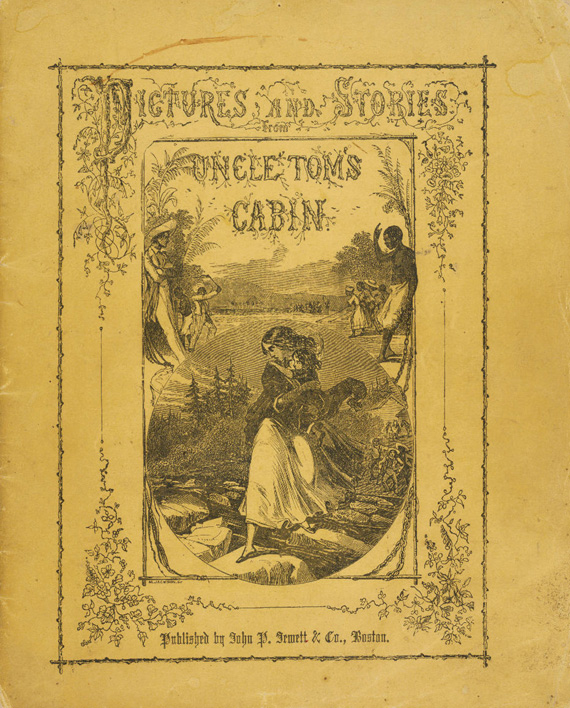
Еліза подорожує через Огайо. Обкладинка коміксу Pictures and Stories from Uncle Tom's Cabin, Boston: John P. Jewett & Co., 1853

Попри беззаперечне значення «Хатину дядька Тома» називали «мішаниною дитячої казочки й пропаганди». Низка критиків зневажливо відкидала роман як «просто сентиментальний», а Джордж Вічер в «Історії літератури Сполучних Штатів» написав: «Ніщо з рукоділля місіс Стоу не може пояснити надзвичайний фурор роману: ресурси автора як представника літератури для недільних шкіл нічим не вирізнялися. Максимум, що в неї було, це готовність до широко замисленої мелодрами, гумору, пафосу і тих популярних слізливих почуттів, якими вона заповнила книгу».
Інші критики хвалили роман. Едмунд Вільсон зазначав: «Коли у зрілому віці зустрічаєшся з „Хатиною дядька Тома“, це може... виявитися приголомшливим досвідом». Джейн Томпкінс стверджує, що роман належить до класики американської літератури й задає питання, чи не відкидають критики книгу тільки тому, що вона була аж занадто популярна свого часу.
З роками дослідники запропонували кілька теорій про те, що Стоу намагалася сказати своїм романом попри очевидні теми, такі як засудження рабства. Наприклад, як палка християнка та аболіціоністка, Стоу вклала в роман свої релігійні переконання. Деякі дослідники стверджують, що Стоу бачила свій роман як пропозицію способу розв'язання моральної та політичної дилеми, яка хвилювала значну частину противників рабства: чи виправдовує протистояння злу заборонену законом діяльність? Чи можна захистити з точки зору моралі використання насильства проти насильства й порушення законів, що захищали рабство? Якого із персонажів Стоу треба брати за взірець: пасивного дядька Тома чи бунтівника Джорджа Гарріса? Відповідь Стоу аналогічна позиції Ральфа Волдо Емерсона: божа воля виконуватиметься, якщо кожна людина щиро перегляне свої принципи й діятиме відповідно до них.
Дослідники бачили також у романі вираження цінностей та ідей руху за вільну землю. Якщо глянути на книгу з цього боку, то образ Джорджа Гарріса втілює ідеали вільної праці, тоді як складний образ Офелії відображає погляди тих північан, що намагалися знайти компроміс із рабством. На противагу Офелії  Діна опирається в своїх вчинках на почуття. Образ Офелії з розвитком сюжету трансформується так, як через три роки змінила свою позицію Республіканська партія, проголосивши необхідність стати на позиції протистояння рабству.
Виразно звучать у книзі Стоу й феміністські теорії. В цьому ракурсі роман є критикою на патріархальну природу рабства. 
Для Стоу в основі родини лежать кровні зв'язки, а не патерналістські зв'язки між господарем і рабом. Більше, Стоу вбачає в національному єднанні продовження родинних зв'язків, тому для неї почуття національності пов'язане з єдиною расою. Відповідно до цього вона пропонує переселення звільнених рабів в Африку, а не їхнє вростання в американське суспільство.
Книгу також розглядали як спробу змінити погляд на риси чоловічого характеру, необхідні для боротьби за відміну рабства. Епоха завоювання й колонізації висунула на перший план агресивний, домінантний чоловічий характер, ставлення до якого деякі аболіціоністи почали переглядати. На перший план вони висували інші риси: здатність до співробітництва, співчуття, громадянський дух і відповідальність. На думку аболіціоністів такий чоловічий характер міг би протистояти рабству, не ставлячи під загрозу почуття гідності та положення людини в суспільстві. Водночас, інша частина аболіціоністів вважала ідеалом звичні рішучість та мужність. Усі чоловіки в романі Стоу представляють один із цих двох типів характерів.

## Створення й популяризація стереотипів

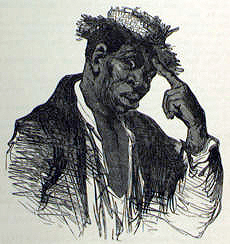
Ілюстрація до «Нового видання» 1888 року. Образ Сема сприяв стереотипізації лінивого безтурботного «щасливого темношкірого».

Сучасні критики й читачі критикують роман за зверхній опис чорношнірих персонажів, особливо стосовно зовнішнього вигляду, мови, поведінки, а також пасивності в сприйнятті своєї долі, характерної для дядька Тома. Використання в романі звичних стереотипів має тим більше значнення, оскільки «Хатина дядька Тома» була бестселером у всьому світі. Як наслідок своєї популярності книга, ілюстації до неї, сценічні постановки за її сюжетом сприяли вкоріненню цих стереотипів у психології американців.
Серед стереотипів чорношкірих у «Хатині дядька Тома» тип «щасливого чорного» в образі лінового й безтурботного Сема, світлошкірої «трагічної мулатки» як об'єкта сексуальних домагань в образах Елізи, Кассі й Еммелін, доброї чорної годувальниці — тут одразу кілька образів, серед них Маммі, куховарка на плантації Сент-Клерів, стереотип чорної дитини, який отримав назву «піканіні», в образі Топсі, та образ дядька Тома, африканця, який надто запобігає перед білими. За задумом Стоу Том мав бути «шляхетним героєм». Стереотип «запобіжливого дурня, що кланяється білим», вочевидь склався як наслідок сценічних постановок, які Стоу не могла контролювати.
Негативні асоціації значною мірою затьмарили історичне значення «Хатини дядка Тома», як протесту проти рабства. Сприйняття роману почало змінюватися, починаючи з есе Джеймса Болдвіна «Роман протесту для кожного». Болдвін назвав «Хатину дядька Тома» «дуже поганим романом», по расистськи образливим і естетично грубим , хоча й зробив у своєму аналізі кілька помилок. У 1960-х і 1970-х рухи Чорна влада й Чорне мистецтво нападали на роман, стверджуючи, що образ дядька Тома є «расовою зрадою», і що рабська покора Тома роблять його гіршим від рабовласників. З часом стала гострішою критика стереотипів, змальованих у романі. Втім, останнім часом критики на зразок Генрі Луїса Гейтса мл. почали знову переглядати значення роману, стверджуючи, що він є «центральним документом з історії взаємних стосунків рас в Америці і важливим політичним дослідженням характеру цих стосунків».

## Антитомова література
У відповідь на «Хатину дядька Тома» письменники Півдня США написали чимало книг, у яких намагалися заперечити роману Стому. Це література отримала назву антитомової. Вона здебільшого стояла на захисті інституту рабовласництва і стверджувала, що зображення рабства в романі Стоу занадто драматичне й не відповідає правді. Романи цього жанру типово зображали доброго хазяїна, батька для своїх рабів, та його чисту дружину, які вкупі опікувалися схожими на дітей рабами, таким чином уся плантація ставала наче великою дружньою родиною. В цих книгах або розумілося або й прямо говорилося, що афроамериканці як діти, що вони не здатні вижити без нагляду білої людини.
Відомими книгами антитомового спрямування були «Меч та посох» Вільяма Гілмора Сіммса, «Хатина тітки Філліс» Мері Гендерсон Істмен та «Північна наречена плантатора» Каролін Лі Герц. Герц була подругою Стоу, коли та мешкала в Цинциннаті. Книга Вільяма Сіммса побачила світ через кілька років після роману Стоу, чимало розділів у ній присвячено дискусії з поглядами Стоу на рабство. Роман Герц, який свого часу користувався популярністю, але його вже майже забули, наводить аргументи на захист інституту рабства з точки зору північанки, доньки аболіціоніста, яка одружилася із південним рабовласником-плантатором.
Упродовж десятиліття між публікацією «Хатини дядька Тома» й початком громадянської війни вийшло двадцять-тридцять антитомових книг. Серед них дві книги під назвою «Хатина дядька Тома як вона є» — одна пера В. Л. Сміта, інша К. Г. Вайлі та книга Джона Пендлтона Кеннеді. Здебільшого антитомові книги писали білі жінки, на що Сіммс зауважив: «є поетична справедливість у тому, що північанці (Стоу) відповідають жінки з півдня».

## Сценічні постановки

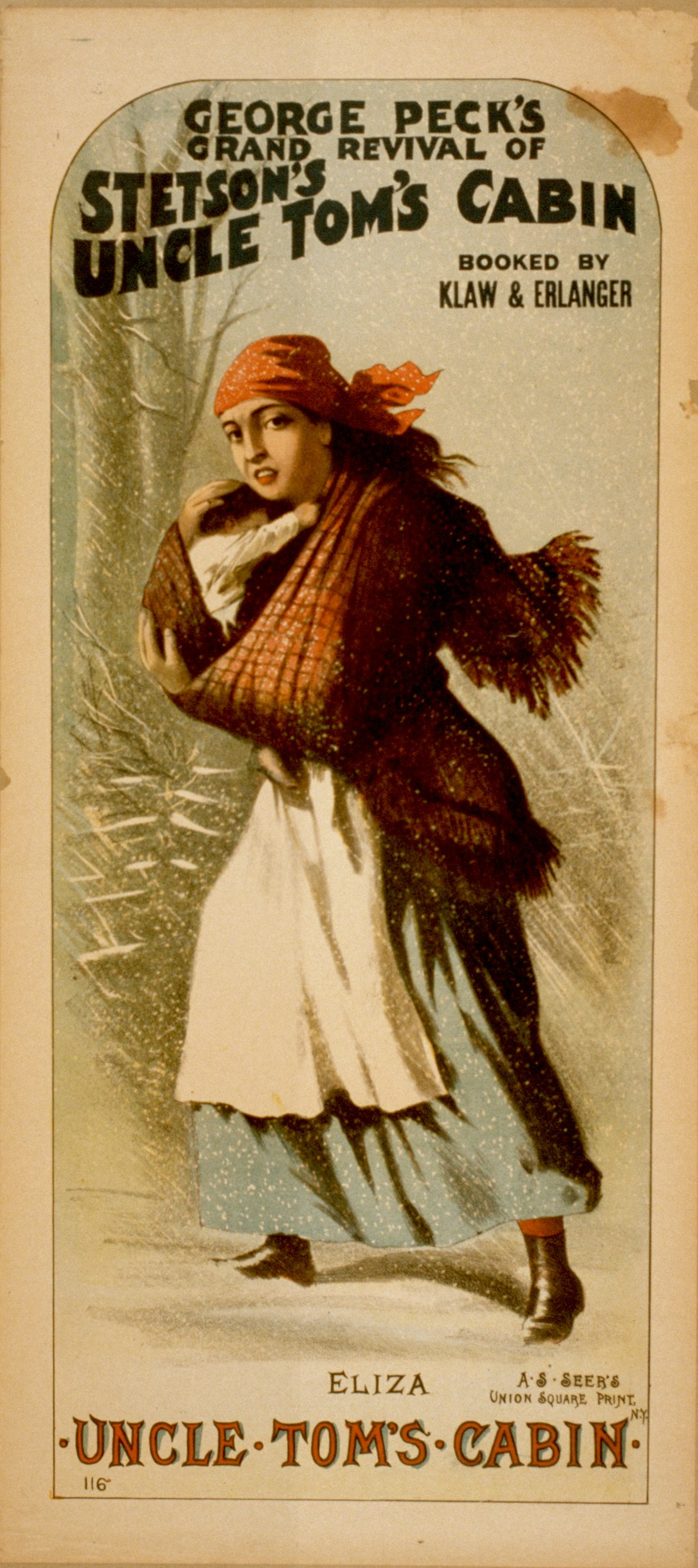
Афіша «Хатини дядька Тома» Стетсона 1886 року

Хоча «Хатина дядька Тома» була бестселером у 19 ст. більшість американців того часу знали історію завдяки сценічним постановкам і мюзиклам, не читаючи книгу. Ерік Лотт у книзі «Дядькотомики: расова мелодрама й манера постановки» стверджує, що ці п'єси бачили принаймні три мільйони людей, що в 10 разів перевищує тираж перших років.
Тогочасне законодавство щодо авторських прав не було строгим, і п'єси за мотивами «Хатини дядька Тома» почали з'являтися ще в той час, коли роман виходив частинами. Стоу відмовляла в дозволі на драматичні постановки, оскільки не любила театр, хоча вона відвідала постановку Джорджа Ейкена і за словами Френсіса Андервуда, їй сподобалася Топсі у виконанні Каролін Говард. Постановка Ейкена протрималася на сцені в Англії та Америці 75 років. Відмова Стоу дати дозвіл на певну постановку відкрила поле для появи численних п'єс. Деякі з них переслідували свої політичні цілі, інші ставилися як чисто комерційні.
Міжнародних законів про авторське право тоді зовсім не існувало. Книга й п'єси були перекладені кількома мовами, за що Стоу не отримала грошей, які «могли б скласти три чверті всіх її прибутків».
Усі п'єси мали мелодраматичний характер і виконувалися білими акторами із наваксованими обличчями. За політичним спрямуванням вони дуже різнилися: деякі притримувалися сентиментальної позиції Стоу, інші були поміркованішими, а деякі навіть відстоювали рабство. Чимало з постановок виводили принизливі карикатурні образи чорношкірих. В частині п'єс звучали пісні Стівена Фостера (зокрема «My Old Kentucky Home», «Old Folks at Home» та «Massa's in the Cold Ground»). Найвідомішими були постановки Джорджа Ейкена та Г.Дж. Конвея.
Мабуть, найбільш відомою серед сценічних постановок є версія Ейкена. Її прем'єра відбулася через кілька місяців після виходу книги. Це була грандіозна постановка на шість актів, вона першою із бродвейських шоу гралася на сцені сама, їй не передували і після неї, жодних інших розваг для глядачів не було. Більшість діалогів у постановці Ейкена були розширеними текстами із роману, крім них були ще чотири музичні номери, написані продюсером Джоржем Говардом. Відзначало цю постановку ще й те, що на одній сцені змінювалися декорації, відображаючи різні місцевості. Пізніше цьому наслідував ранній кінематограф із своїми великими знімальними майданчиками. Ейкен грав на почуттях глядачів, підкреслюючи страждання і безвихідь головних героїв. Комбінація мелодраматичного підходу зі змістом роману Стоу дозволила Ейкену створити сильний звинувачувальний документ проти рабства.

## Українські переклади
- Хатина дядька Тома: Ґаррієт Бічер-Стоу: Навчальна книга - Богдан, 2006 — 368. ISBN 966-692-510-9[90].

## Виноски
1. ↑  The Civil War in American Culture by Will Kaufman, Edinburgh University Press, 2006, page 18.
2. ↑  Uncle Tom's Cabin by Harriet Beecher Stowe, Spark Publishers, 2002, p. 19, states the novel is about the «destructive power of slavery and the ability of Christian love to overcome it…»
3. 1 2 3  The Complete Idiot's Guide to American Literature by Laurie E. Rozakis, Alpha Books, 1999, p. 125, says one of the book's main messages is that «The slavery crisis can only be resolved by Christian love.»
4. ↑  Domestic Abolitionism and Juvenile Literature, 1830–1865 by Deborah C. de Rosa, SUNY Press, 2003, p. 121, De Rosa quotes Jane Tompkins that Stowe's strategy was to destroy slavery through the «saving power of Christian love.» This quote is from «Sentimental Power: Uncle Tom's Cabin and the Politics of Literary History» [Архівовано 16 грудня 2007 у Wayback Machine.] by Jane Tompkins, from In Sensational Designs: The Cultural Work of American Fiction, 1790–1860. New York: Oxford UP, 1985. Pp. 122–146. In that essay, Tompkins also writes, «Stowe conceived her book as an instrument for bringing about the day when the world would be ruled not by force, but by Christian love.»
5. 1 2  «The Sentimental Novel: The Example of Harriet Beecher Stowe» by Gail K. Smith, The Cambridge Companion to Nineteenth-Century American Women's Writing by Dale M. Bauer and Philip Gould, Cambridge University Press, 2001, page 221.
6. 1 2  Introduction to Uncle Tom's Cabin Study Guide [Архівовано 29 травня 2013 у Wayback Machine.], BookRags.com. Retrieved May 16, 2006.
7. 1 2  Goldner, Ellen J. «Arguing with Pictures: Race, Class and the Formation of Popular Abolitionism Through Uncle Tom's Cabin.» Journal of American & Comparative Cultures 2001 24(1-2): 71-84. Issn: 1537-4726 Fulltext: online at Ebsco.
8. ↑  Geoffrey Wheatcroft, «The Cousins' War: review of Amanda Foreman, 'A World on Fire'», New York Times Book Review, July 3, 2011, p. 1
9. ↑  Everon, Ernest. «Some Thoughts Anent Dickens and Novel Writing» The Ladies' Companion and Monthly Magazine London, 1855 Volume VII Second Series:259.
10. ↑  Charles Edward Stowe, Harriet Beecher Stowe: The Story of Her Life (1911) p. 203.
11. ↑  Vollaro, Daniel R. (Winter 2009), Lincoln, Stowe, and the "Little Woman/Great War" Story: The Making, and Breaking, of a Great American Anecdote, т. 30, № 1, Journal of the Abraham Lincoln Association, архів оригіналу за 8 серпня 2009, процитовано 4 вересня 2012
12. ↑  Hulser, Kathleen. «Reading Uncle Tom's Image: From Anti-slavery Hero to Racial Insult.» New-York Journal of American History 2003 65(1): 75-79. Issn: 1551-5486.
13. 1 2 3  Henry Louis Gates, Kwame Anthony Appiah, Africana: Arts and Letters: An A-to-Z Reference of Writers, Musicians, and Artists of the African American Experience, Running Press, 2005, p. 544.
14. 1 2  Susan Logue, «Historic Uncle Tom's Cabin Saved» [Архівовано 2012-01-30 у Wayback Machine.], VOA News, January 12, 2006. Retrieved December 24, 2011.
15. ↑  Harriet Beecher Stowe, A Key to Uncle Tom's Cabin [Архівовано 5 листопада 2020 у Wayback Machine.] 1853, p. 42, in which Stowe states «A last instance parallel with that of Uncle Tom is to be found in the published memoirs of the venerable Josiah Henson]…» This also is cited in A Routledge Literary Sourcebook on Harriet Beecher Stowe's Uncle Tom's Cabin by Debra J. Rosenthal, Routledge, 2003, pages 25-26.
16. ↑  «After buying historic home, Md. officials find it wasn't really Uncle Tom's Cabin» [Архівовано 29 листопада 2014 у Wayback Machine.], Washington Post
17. ↑  Official Montgomery County Parks Josiah Henson site. Архів оригіналу за 25 лютого 2012. Процитовано 5 вересня 2012. [Архівовано 2012-02-25 у Wayback Machine.]
18. ↑  Weld, Theodore Dwight. Архів оригіналу за лютий 25, 2009. Процитовано 15 травня 2007.The Columbia Encyclopedia, Sixth Edition, 2001–2005.
19. 1 2 3 4  A Key to Uncle Tom's Cabin [Архівовано 5 листопада 2020 у Wayback Machine.], Uncle Tom's Cabin and American Culture, a Multi-Media Archive. Retrieved April 20, 2007.
20. ↑  First Edition Illustrations [Архівовано 20 липня 2011 у Wayback Machine.], Uncle Tom's Cabin and American Culture, a Multi-Media Archive. Retrieved April 18, 2007.
21. ↑  Illustrations for the «Splendid Edition» [Архівовано 20 липня 2011 у Wayback Machine.], Uncle Tom's Cabin and American Culture, a Multi-Media Archive. Retrieved April 18, 2007.
22. ↑  Michael Winship, «Uncle Tom's Cabin: History of the Book in the 19th-Century United States [Архівовано 23 липня 2011 у Wayback Machine.].»
23. 1 2 3 4 5 6  Slave narratives and Uncle Tom's Cabin [Архівовано 2 грудня 2014 у Wayback Machine.], Africans in America, PBS, accessed February 16, 2007.
24. ↑  «publishing, history of.» (2007). In Encyclopædia Britannica. Retrieved April 18, 2007, from Encyclopædia Britannica Online [Архівовано 10 червня 2015 у Wayback Machine.].
25. 1 2  A Routledge Literary Sourcebook on Harriet Beecher Stowe's Uncle Tom's Cabin by Debra J. Rosenthal, Routledge, 2003, page 31.
26. ↑  Hagedorn, Ann. Beyond The River: The Untold Story of the Heroes of the Underground Railroad. Simon & Schuster, 2002, pp. 135–139.
27. ↑  J.E. Dunn, "About Uncle Tom's Cabin: A Louisianian Says Meredith Calhoun Was Not a Model for Legree, August 31, 1896. utc.iath.virginia.edu. Архів оригіналу за 23 липня 2013. Процитовано 23 грудня 2010.
28. ↑  The Word Detective [Архівовано 8 травня 2008 у Wayback Machine.], issue of May 20, 2003, accessed February 16, 2007.
29. ↑  Homelessness in American Literature: Romanticism, Realism, and Testimony by John Allen, Routledge, 2004, page 24, where it states in regards to Uncle Tom's Cabin that "Stowe held specific beliefs about the 'evils' of slavery and the role of Americans in resisting it." The book then quotes Ann Douglas describing how Stowe saw slavery as a sin.
30. ↑  Drawn With the Sword: Reflections on the American Civil War by James Munro McPherson, Oxford University Press, 1997, page 30.
31. ↑  Uncle Tom's Cabin by Harriet Beecher Stowe, Vintage Books, Modern Library Edition, 1991, page 150.
32. ↑  Drawn With the Sword: Reflections on the American Civil War by James Munro McPherson, Oxford University Press, 1997, page 29.
33. ↑  "Stowe's Dream of the Mother-Savior: Uncle Tom's Cabin and American Women Writers Before the 1920s" by Elizabeth Ammons, New Essays on Uncle Tom's Cabin, Eric J. Sundquist, editor, Cambridge University Press, 1986, page 159.
34. ↑  Whitewashing Uncle Tom's Cabin: Nineteenth-Century Women Novelists Respond to Stowe by Joy Jordan-Lake, Vanderbilt University Press, 2005, page 61.
35. ↑  Somatic Fictions: imagining illness in Victorian culture by Athena Vrettos, Stanford University Press, 1995, page 101.
36. ↑  The Stowe Debate: Rhetorical Strategies in Uncle Tom's Cabin by Mason I. (jr.) Lowance, Ellen E. Westbrook, C. De Prospo, R., Univ of Massachusetts Press, 1994, page 132.
37. ↑  Historical Dictionary of Women's Education in the United States by Linda Eisenmann, Greenwood Press, 1998, page 3.
38. ↑  The Company of the Creative: A Christian Reader's Guide to Great Literature and Its Themes by David L. Larsen, Kregel Publications, 2000, pages 386–387.
39. ↑  The Company of the Creative: A Christian Reader's Guide to Great Literature and Its Themes by David L. Larsen, Kregel Publications, 2000, page 387.
40. ↑  The Cambridge History of American Literature by Sacvan Bercovitch and Cyrus R. K. Patell, Cambridge University Press, 1994, page 119.
41. ↑  Marianne Noble, "The Ecstasies of Sentimental Wounding In Uncle Tom's Cabin, " from A Routledge Literary Sourcebook on Harriet Beecher Stowe's Uncle Tom's Cabin Edited by Debra J. Rosenthal, Routledge, 2003, page 58.
42. ↑  «Domestic or Sentimental Fiction, 1820–1865» [Архівовано 2 травня 2007 у Wayback Machine.] American Literature Sites, Washington State University. Retrieved April 26, 2007.
43. ↑  "Uncle Tom's Cabin, " [Архівовано 27 серпня 2008 у Wayback Machine.] The Kansas Territorial Experience. Retrieved April 26, 2007.
44. ↑  Reading Women: Literary Figures and Cultural Icons from the Victorian Age to the Present by Janet Badia and Jennifer Phegley, University of Toronto Press, 2005, page 67.
45. 1 2  Reading Women: Literary Figures and Cultural Icons from the Victorian Age to the Present by Janet Badia and Jennifer Phegley, University of Toronto Press, 2005, page 66.
46. 1 2  . A Routledge Literary Sourcebook on Harriet Beecher Stowe's Uncle Tom's Cabin by Debra J. Rosenthal, Routledge, 2003, page 42.
47. 1 2  «Review of The Building of Uncle Tom's Cabin by E. Bruce Kirkham» by Thomas F. Gossett, American Literature, Vol. 50, No. 1 (March, 1978), pp. 123–124.
48. ↑  «The Origins of Uncle Tom's Cabin» by Charles Nichols, The Phylon Quarterly, Vol. 19, No. 3 (3rd Qtr., 1958), page 328.
49. 1 2 3 4  «Sentimental Power: Uncle Tom's Cabin and the Politics of Literary History» [Архівовано 16 грудня 2007 у Wayback Machine.] by Jane Tompkins, from In Sensational Designs: The Cultural Work of American Fiction, 1790–1860. New York: Oxford UP, 1985. Pp. 122–146.
50. ↑  Posner, R.: Public Intellectuals: A Study of Decline, page 239, Harvard University Press (2002), ISBN 0-674-00633-X.
51. ↑  Hollis Robbins, Uncle Tom's Cabin and the Matter of Influence" [Архівовано 20 січня 2012 у Wayback Machine.], Gilder Lehrman Institute of American History. Retrieved December 24, 2011.
52. ↑  "Simms's Review of Uncle Tom's Cabin" by Charles S. Watson, American Literature, Vol. 48, No. 3 (November, 1976), pp. 365–368
53. ↑  "Over and above ... There Broods a Portentous Shadow,—The Shadow of Law: Harriet Beecher Stowe's Critique of Slave Law in Uncle Tom's Cabin" by Alfred L. Brophy, Journal of Law and Religion, Vol. 12, No. 2 (1995–1996), pp. 457–506.
54. ↑  "Woodcraft: Simms's First Answer to Uncle Tom's Cabin" by Joseph V. Ridgely, American Literature, Vol. 31, No. 4 (January, 1960), pp. 421–433.
55. ↑  The Classic Text: Harriett Beecher Stowe. University of Wisconsin-Milwaukee Library. Special collection page on traditions and interpretations of Uncle Tom's Cabin. Retrieved May 15, 2007. Архівовано серпень 8, 2007 на сайті Wayback Machine.
56. ↑  Alfred L. Brophy, "Over and above ... There Broods a Portentous Shadow,—The Shadow of Law: Harriet Beecher Stowe's Critique of Slave Law in Uncle Tom's Cabin," Journal of Law and Religion, Vol. 12, No. 2 (1995–1996): 457–506 [Архівовано 19 грудня 2013 у Wayback Machine.].
57. ↑  "Review of James Baird Weaver by Fred Emory Haynes" by A. M. Arnett, Political Science Quarterly, Vol. 35, No. 1 (March, 1920), pp. 154–157; and profile of James Baird Weaver [Архівовано 2 січня 2007 у Wayback Machine.], accessed February 17, 2007.
58. ↑  Nassau Senior, quoted in Ephraim Douglass Adams, Great Britain and the American Civil War (1958) p: 33.
59. ↑  Charles Francis Adams, Trans-Atlantic Historical Solidarity: Lectures Delivered before the University of Oxford in Easter and Trinity Terms, 1913. 1913. p. 79
60. ↑  Uncle Tom’s Cabin: A 19th-Century Bestseller. The University of Alabama. Архів оригіналу за 23 липня 2013. Процитовано 14 червня 2012.
61. ↑  Drnovšek, Marjan (1998). [The Fatal Attractiveness of America: The Testimonies of Expatriates About the First Contacts with the New World]. Korenine (Slovene) . Nova revija. ISBN 961-6017-56-X. Шаблон:COBISS [Usodna privlačnost Amerike: pričevanja izseljencev o prvih stikih z novim svetom Usodna privlačnost Amerike: pričevanja izseljencev o prvih stikih z novim svetom]. {{cite book}}:  Пропущений або порожній |title= (довідка); |trans-title= вимагає |title= або |script-title= (довідка)
62. ↑  Richard Pankhurst, Economic History of Ethiopia (Addis Ababa: Haile Selassie I University Press, 1968), p. 122.
63. ↑  Ian Gibson, The English Vice: Beating, Sex and Shame in Victorian England and After (1978)
64. ↑  Tompkins, Jane. Sensational Designs: The Cultural Work of American Fiction, 1790–1860. New York: Oxford University Press, 1986. See chapter five, «Sentimental Power: Uncle Tom's Cabin and the Politics of Literary History.»
65. ↑  The Cambridge Companion to Harriet Beecher Stowe by Cindy Weinstein, Cambridge University Press, 2004, page 13.
66. 1 2 3  «Uncle Tom's Shadow» [Архівовано 4 лютого 2010 у Wayback Machine.] by Darryl Lorenzo Wellington, The Nation, December 25, 2006.
67. ↑  Smylie, James H. «Uncle Tom's Cabin Revisited: the Bible, the Romantic Imagination, and the Sympathies of Christ.» American Presbyterians 1995 73(3): 165–175. Issn: 0886-5159.
68. 1 2  Bellin, Joshua D. «Up to Heaven's Gate, down in Earth's Dust: the Politics of Judgment in Uncle Tom's Cabin» American Literature 1993 65(2): 275–295. Issn: 0002-9831 Fulltext online at Jstor and Ebsco.
69. 1 2  Grant, David. "Uncle Tom's Cabin and the Triumph of Republican Rhetoric." New England Quarterly 1998 71(3): 429–448. Issn: 0028-4866 Fulltext online at Jstor.
70. ↑  Riss, Arthur. "Racial Essentialism and Family Values in Uncle Tom's Cabin." American Quarterly 1994 46(4): 513–544. Issn: 0003-0678 Fulltext in JSTOR.
71. ↑  Wolff, Cynthia Griffin. "Masculinity in Uncle Tom's Cabin," American Quarterly 1995 47(4): 595–618. ISSN 0003-0678. Fulltext online at JSTOR.
72. ↑  Wolff, Cynthia Griffin.  "Masculinity in Uncle Tom's Cabin," American Quarterly 1995 47(4): 595–618. ISSN 0003-0678. Fulltext online at JSTOR.
73. 1 2  Smith; Jessie Carney; Images of Blacks in American Culture: A Reference Guide to Information Sources Greenwood Press. 1988.
74. ↑  Illustrations [Архівовано 20 липня 2011 у Wayback Machine.], Uncle Tom's Cabin and American Culture, a Multi-Media Archive. Retrieved April 18, 2007.
75. 1 2 3  "Digging Through the Literary Anthropology of Stowe’s Uncle Tom" [Архівовано 27 січня 2021 у Wayback Machine.], by Edward Rothstein, from the New York Times, October 23, 2006.
76. ↑  
Він помилково стверджує, що міс Офелія представляє точку зору Стоу, попри  її слова: «Я завжди мала упередження щодо негрів», і вважає Тома неписьменним.
77. ↑  Playing the Race Card: Melodramas of Black and White from Uncle Tom to O. J. Simpson by Linda Williams, Princeton Univ. Press, 2001, page 113.
78. ↑  Whitewashing Uncle Tom's Cabin: nineteenth-century women novelists respond to Stowe by Joy Jordan-Lake, Vanderbilt University Press, 2005.
79. ↑  «Caroline Lee Hentz's Long Journey [Архівовано 24 вересня 2015 у Wayback Machine.]» by Philip D. Beidler. Alabama Heritage Number 75, Winter 2005.
80. ↑  Figures in Black: words, signs, and the «racial» self by Henry Louis Gates, Oxford University Press, 1987, page 134.
81. 1 2  "People & Events: Uncle Tom's Cabin Takes the Nation by Storm" [Архівовано 26 лютого 2017 у Wayback Machine.] Stephen Foster, The American Experience, PBS. Retrieved April 19, 2007.
82. 1 2 3  Lott, Eric. Love and Theft: Blackface Minstrelsy and the American Working Class. New York: Oxford University Press, 1993. ISBN 0-19-507832-2. The information on "Tom shows" comes from chapter 8: "Uncle Tomitudes: Racial Melodrama and Modes of Production" (p. 211–233)
83. ↑  Hollis Robbins, "'Uncle Tom's Cabin' and the Matter of Influence" [Архівовано 20 серпня 2012 у Wayback Machine.], History by Era: Literature and Language Arts, Gilder Lehrman Center, accessed 30 June 2012
84. ↑  Parton, James (October 1867). International Copyright. The Atlantic. Архів оригіналу за 5 липня 2008. Процитовано 6 січня 2009.
85. 1 2  Africana: arts and letters: an A-to-Z reference of writers, musicians, and artists of the African American Experience by Henry Louis Gates, Kwame Anthony Appiah, Running Press, 2005, page 44.
86. ↑  Wilmeth, Don B., ed. Staging the Nation: Plays from the American Theater, 1787–1909. Boston: Bedford Books, 1998, page 181.
87. ↑  Aiken, George L. Uncle Tom’s Cabin. New York: Garland, 1993.
88. ↑  Gerould, Daniel C., ed. American Melodrama. New York: Performing Arts Journal Publications, 1983, page 16.
89. ↑  Gerould, Daniel C., ed. American Melodrama. New York: Performing Arts Journal Publications, 1983, page 14.
90. ↑  Архівована копія. Архів оригіналу за 6 квітня 2017. Процитовано 5 квітня 2017.{{cite web}}:  Обслуговування CS1: Сторінки з текстом «archived copy» як значення параметру title (посилання) [Архівовано 2017-04-06 у Wayback Machine.]